# Vagn Dybdahl
Vagn Viktor Høgenhof Dybdahl (* 1. Februar 1922 in Struer; † 27. Februar 2001) war ein dänischer Historiker und von 1979 bis 1992 leitender Archivar (rigsarkivar) des Rigsarkiv.
Er ist Sohn des Lokomotivführers Laurits Henrik Dybdahl (1893–1961) und Petra Rasmine Tomassen (1898–1979). Nach seinem Abitur 1940 am Aarhuser Marselisborg Gymnasium, studierte er an der Universität Aarhus, wo er 1945 seinen Abschluss als Cand. Mag. machte. Im selben Jahr heiratete er in Kopenhagen Annegrete Østerborg (1922–1990).
Schon in seiner Studienzeit engagierte sich Dybdahl für die Gründung eine Erhversarkiv in Aarhus, dessen Leiter und Archivar er 1948 wurde. Zwei Jahre später begann er zudem an seiner Alma Mater als Dozent zu arbeiten, seit 1960 dann in Wirtschaftsgeschichte. 1961 wurde ihm der Rigsarkivar Axel Linvalds hæderspris verliehen. Zwei Jahre darauf wurde er overarkivar.
1969 beendete er seine Doktorarbeit Partier og erhverv. Studier i partiorganisation og byerhvervenes politiske aktivitet ca. 1880-ca. 1913, die sich mit dem Zusammenhang zwischen Parteien und Unternehmen beschäftigte. Als Johan Hvidtfeldt 1979 pensioniert wurde, übernahm Dybdahl dessen Stelle als rigsarkivar.
In politischer Hinsicht war Dybdahl eng mit den Socialdemokraterne verbunden, deren Mitglied er 1969 wurde und in dessen Rahmen er verschiedene Posten einnahm.
Seine Forschung konzentrierte sich vor allem auf sozial- und wirtschaftsgeschichtliche Aspekte ab dem Ende des dänischen Goldenen Zeitalters bis zum Beginn des 19. Jahrhunderts. Er trug so zum Beispiel zu Historie, dem Erhvervshistorisk årbog und Nyt fra Historien bei. Zudem hatte er verschiedene Leitungspositionen im dänischen Archiv- und Forschungswesen inne, so war er von 1976 bis 1991 Präsident der Dansk arkivselskab.
1961 wurde ihm der Rigsarkivar Axel Linvalds hæderspris verliehen.

## Veröffentlichungen (Auswahl)
- (mit Roar Skovmand u. Erik Rasmussen): Geschichte Dänemarks 1830 - 1939. Die Auseinandersetzungen um nationale Einheit, demokratische Freiheit und soziale Gleichheit. Übersetzt von Olaf Klose. Wachholtz, Neumünster 1973, ISBN 3-529-06146-8.

- Krise i Danmark. Strukturaendringer og krisepolitik i 1930' erne (= Berlingske leksikon bibliotek, Bd. 98). Berlingske Forl.. Copenhagen 1975, ISBN 87-19-35629-3.
- Industrialisering og folkestyre 1849 - 1939. Gyldendal, København 1981, ISBN 87-00-84842-5.

- Det nye samfund paa vej  1871 - 1913 (= Dansk socialhistorie, Bd. 5). Gyldendal, Copenhagen 1982.

- De nye klasser 1870 - 1913 (= Politiken Danmarks historie, Bd. 12). 3. Aufl. Politikens Forl., Copenhagen 1984, ISBN 87-567-3874-9.

Festschrift
- Finn H. Lauridsen (Hrsg.): Festskrift til Vagn Dybdahl. Universitetsforlaget, Århus 1987, ISBN 87-504-0531-4.

Außerdem veröffentlichte Dybdahl (in dänischer Sprache) zahlreiche Arbeiten u. a. zur Wirtschaftsgeschichte Dänemarks in der neuesten Zeit und über die Geschichte von Århus.